# Med hus på krogen
|  | Denne artikel er oprettet af botten Steenthbot ud fra en ekstern database. Den kan derfor have sproglige fejl eller mangler. Denne skabelon kan fjernes efter kontrol af indholdet. |

Med hus på krogen er en dansk dokumentarfilm fra 1967 instrueret af Aksel Hald-Christensen.

## Handling
På campingtur gennem Berlin og Prag til Wien.